# Amata pfleumeri
Amata pfleumeri là một loài bướm đêm thuộc phân họ Arctiinae, họ Erebidae.